# Prionopelta talos
Prionopelta talos (лат.) — вид мелких примитивных муравьёв (Formicidae) рода Prionopelta из подсемейства Amblyoponinae.

## Распространение
Остров Мадагаскар (Anjanaharibe-Sud Reserve, Antsiranana).

## Описание
Мелкие земляные муравьи (длина 2-3 мм) коричневого цвета. Отличается от других видов своего рода, растространённых на Мадагаскаре, более крупными размерами глаз, 12-члениковыми усиками рабочих, трёхцветной окраской (голова тёмно-коричневая, жёлтыми ногами и светло-коричневой грудкой и брюшком). Усики рабочих с 4-члениковой булавой. Глаза рабочих мелкие, расположены в среднебоковой части головы. Жвалы вытянутые, субтреугольные с тремя зубцами: апикальный зубец самый большой, преапикальный зубец самый маленький, третий зубец средней длины. Нижнечелюстные щупики 2-члениковые, нижнегубные щупики состоят из 2 сегментов (формула щупиков 2,2). Шпоры на всех ногах гребенчатые, но на задней паре ног есть дополнительная простая шпора (формула шпор: 1гр-1гр-1гр+1пр). Стебелёк между грудкой и брюшком состоит из одного членика петиолюса, у которого отсутствует задняя поверхность, так как он широко прикреплён к брюшку. Гнездятся в почве под какими-либо объектами (камнями, корнями), муравьи редко появляются на поверхности и фуражируют в припочвенном лиственном слое. Встречается в горных лесах на высоте 1260 м (Anjanaharibe-Sud Reserve, Antsiranana).

## Систематика
Вид был впервые описан в 2015 году американскими мирмекологами Риком Оверсоном (Rick Overson; Chicago Botanic Garden, Glencoe, США) и Брайаном Фишером (Brian Fisher; California Academy of Sciences, Сан-Франциско, США) по  материалам из Мадагаскара. Близок к виду Prionopelta descarpentriesi.